# Paolo Savi

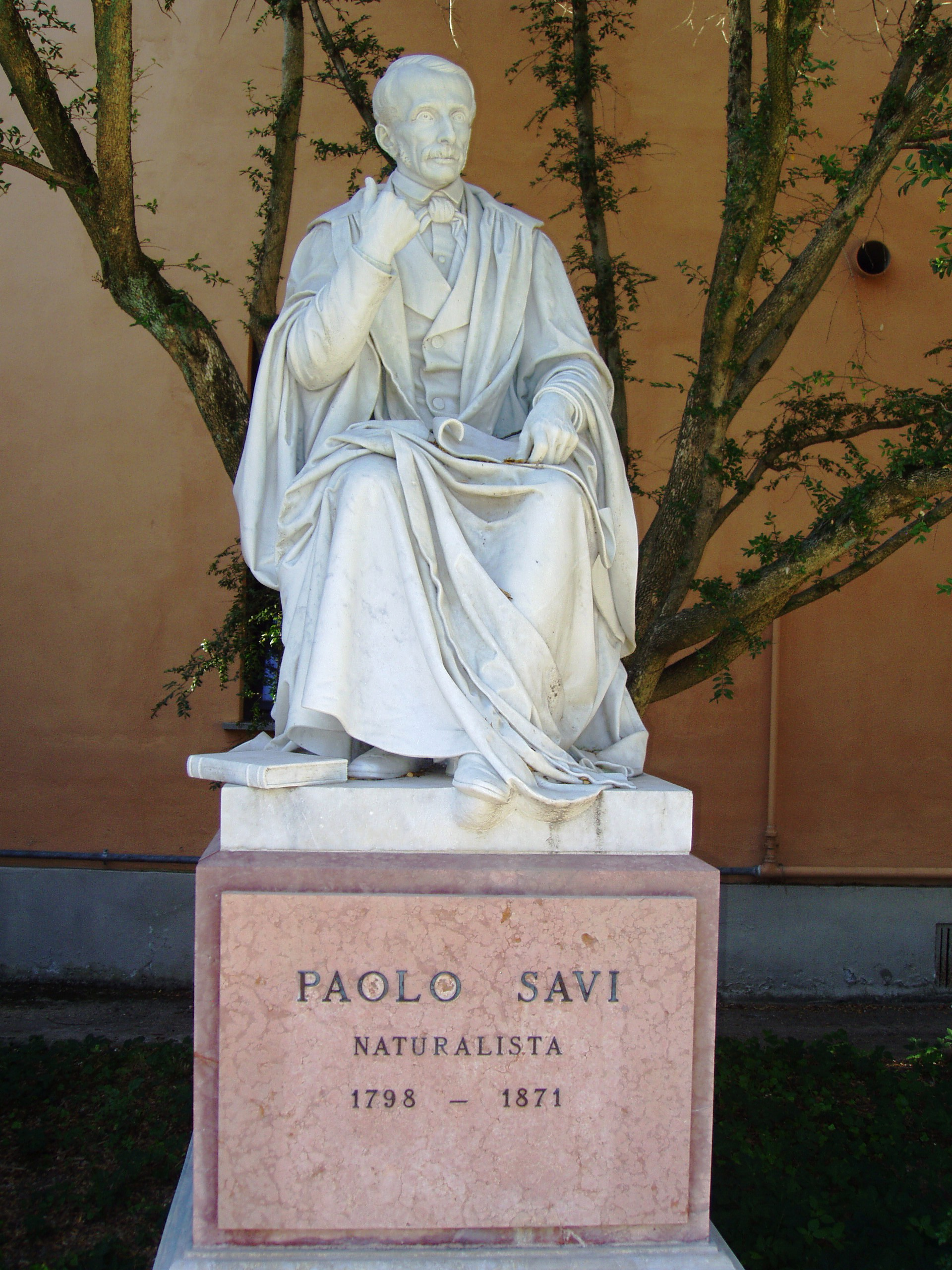
Paolo Savi emlékműve a pisai botanikus kertben

Paolo Savi (Pisa, 1798. július 11. – Pisa, 1871. április 5.) olasz geológus és ornitológus. Zoológiai szakmunkákban nevének rövidítése: „Savi”.

## Élete
Az olaszországi Pisában született, a város egyetemében tanító, egy időben az ottani botanikus kertet is vezető Gaetano Savi fiaként. 1820-ban kapott tanársegédi megbízást az egyetem zoológiai tanszékén, majd három évvel később tanári kinevezést kapott, állattan mellett geológiát is előadott. Nagy figyelmet szentelt az egyetem múzeumának, a későbbi Pisai Természettudományi Múzeumnak, ahol egész Európa egyik legszínvonalasabb természettudományos gyűjteményét hozta létre.
Savi tekinthető az olasz földtudományok atyjának. Tanulmányozta a Pisai-hegység (Monti Pisani) és az Apuanai-Appenninek geológiáját, melynek során magyarázatot adott a carrarai márvány kialakulására és igazolta annak metamorf eredetét. Több tanulmányt írt a Monte Bamboli miocén rétegeiről és fosszíliáiról, Elba vasárceiről és más geológiai témákról. Giuseppe Giovanni Antonio Meneghinivel (1811–1889) közösen jelentetett meg tanulmánykötetet 1850–1851-ben Toszkána geológiájáról és sztratigráfiájáról.
Savi kiváló ornitológus is volt, e témában született fő művei az Ornitologia Toscana (1827–1831) and Ornitologia Italiana (1873–1876). 1821 őszén jutott hozzá néhány példányhoz egy csíkozatlan, sötét színű, vörösesbarna színű nádiposzátafajból, ami új faj volt a tudomány számára. A madárról ő adott közre először teljes körű leírást, 1824-ben, és róla kapta a faj az angol nevét is: Savi's warbler (magyarul nádi tücsökmadár).
Halála után a pisai temetőben helyezték nyugovóra, emlékműve a pisai botanikus kertben található.

## Fő művei
- Osservazioni sopra la Blarta acervorum di panzee
- Sulla Salvinia natans
- Ornitologia Toscana, ossia descrizione e storia degli uccelli che trovansi nella Toscana con l'aggiunta delle descrizioni di tutti gli altri propri al rimanente d'Italia. Pisa, 1827–1831
- Sul Mischio di Serravezza. Nuovo Giornale d. Lett., XX, Pisa, 1830
- Catalogo ragionato di una collezione geognostica contenente le rocce più caratteristiche della formazione del Macigno della Toscana, quelle di trabocco, cioè Dolomitiche, Porfiriche e Granitiche le quali hanno disordinato le stratificazioni delle prime e quelle alterate dal contatto delle straboccate. Nuovo Giornale d. Lett., XX, Pisa, 1830
- Carta geologica dei Monti Pisani levata dal vero Pisa, 1832
- Tagli geologici delle Alpi Apuane e del Monte pisano e cenno sull’isola d’Elba. Nuovo Giornale d. Lett., XXVI, 1833
- Sulla miniera di ferro dell’Isola d'Elba. Nuovo Giornale d. Lett., XXXI, 1835
- Sui terreni stratificati dipendenti o annessi alle masse serpentinose della Toscana. Nuovo Giornale d. Lett., XXXIV e XXXV, 1837
- Sui vari sollevamenti e abbassamenti che hanno dato alla Toscana l’attuale configurazione. Nuovo Giornale d. Lett., XXXV, 1837
- Del carbon fossile in Italia. Estratto dalla Memoria sulla Scorza del Globo Terrestre
- Delle rocce ofiolitiche della Toscana e delle masse metalliche in esse contenute. 1839
- Sopra i carboni fossili dei terreni miocenici della Maremma Toscana. Pisa, 1843
- Considerazioni geologiche sull'Appennino Pistoiese. Firenze, 1845
- Sulla catena metallifera delle Alpi Apuane e sulla costituzione geologica dei Monti Pisani. Pisa, 1846
- Considerazioni sulla geologia della Toscana, G. Meneghinivel. Firenze, 1851
- Saggio sulla costituzione geologica della Provincia di Pisa. Pisa, 1863

## Fordítás
- Ez a szócikk részben vagy egészben  a   Paolo Savi című angol Wikipédia-szócikk fordításán alapul.  Az eredeti cikk szerkesztőit annak laptörténete sorolja fel. Ez a jelzés csupán a megfogalmazás eredetét és a szerzői jogokat jelzi, nem szolgál a cikkben szereplő információk forrásmegjelöléseként.